# Liberation (tipografía)
Liberation es un conjunto de tipos de letra en formato TrueType, que consiste de: «Liberation Sans», «Liberation Sans Narrow», «Liberation Serif» y «Liberation Mono». Estas tipografías son compatibles a nivel métrico (espacio ocupado) con las generalizadamente más usadas (por su popularidad) en sistemas de ofimática de Microsoft: Arial, Arial Narrow, Times New Roman y Courier New (respectivamente) de Monotype Corporation.
Red Hat gestionó la licencia de estas fuentes a la empresa Ascender Corp, que derivó de sus "Ascender Sans", "Ascender Serif", "Ascender Sans", y "Ascender Uni Duo". A su vez Red Hat la licencia bajo GNU General Public License con una excepción: permite incrustarlas en documentos sin la obligación de que estos sean GNU GPL. De este modo, estos tipos libres permiten que los sistemas FLOSS que los usen y distribuyan puedan mantener tipografía de calidad compatible métricamente con los tipos más usados del software de Microsoft.

## Distribución y uso
Fedora fue la primera distribución importante de Linux (desde la versión 9) en incluir esta tipografía en su instalación predeterminada. Incluso cuenta con una versión revisada por Ascender (la compañía que la creó) que incluye: el cero punteado y varias modificaciones para favorecer la internacionalización.
Algunas otras distribuciones de GNU/Linux como Ubuntu, OpenSUSE y Mandriva Linux la incluyen en sus instalaciones predeterminadas.
El paquete ofimático OpenOffice.org y su derivado LibreOffice también la distribuyen en sus paquetes de instalación, para todos los sistemas operativos que soportan.